# Anochetus rectangularis
Anochetus rectangularis é uma espécie de formiga do gênero Anochetus, pertencente à subfamília Ponerinae.